# Пйотрково (Куявсько-Поморське воєводство)
Пйотрково (пол. Piotrkowo) — село в Польщі, у гміні Цехоцин Ґолюбсько-Добжинського повіту Куявсько-Поморського воєводства.
Населення — 260 осіб (2011).
У 1975-1998 роках село належало до Торунського воєводства.

## Демографія
Демографічна структура станом на 31 березня 2011 року:
|          | Загалом | Допрацездатний вік | Працездатний вік | Постпрацездатний вік |
| -------- | ------- | ------------------ | ---------------- | -------------------- |
| Чоловіки | 132     | 35                 | 77               | 20                   |
| Жінки    | 128     | 33                 | 69               | 26                   |
| Разом    | 260     | 68                 | 146              | 46                   |